# Uppsala-DLR Trojan Survey
Uppsala–DLR Trojan Survey (UDTS, también conocido como UAO–DLR Trojan Survey) es un proyecto de búsqueda astronómica que estudia los movimientos y la posición de asteroides cercanos a Júpiter, incluyendo asteroides troyanos y otros asteroides que están ocultos por el planeta gigante.
La búsqueda se realizó desde el Observatorio Astronómico de Uppsala en Suecia, en colaboración con el Centro Aeroespacial Alemán (DLR). 
Los investigadores principales fueron los astrónomos Claes-Ingvar Lagerkvist, Gerhard Hahn, Stefano Mottola, Magnus Lundström y Uri Carsenty. El proyecto UDTS no se debe confundir con su sucesor, el proyecto Uppsala-DLR Asteroid Survey (UDAS), que se puso en funcionamiento poco después de la finalización del UDTS.
Para el desarrollo del proyecto se utilizaron dos telescopios construidos por la organización Observatorio Europeo Austral (ESO) desde el 
Observatorio de La Silla en el norte de Chile. En otoño del año 1996, el telescopio Schmidt (ESO) observó aproximadamente 900 grados cuadrados en el punto de Lagrange L4 de Júpiter, donde se ubica el conocido como campo griego. Se obtuvieron posiciones y magnitudes adicionales de los asteroides utilizando el telescopio (ahora fuera de servicio) Bochum de 61 centímetros.
Existe cierta controversia sobre P/1997 T3, uno de los objetos encontrados en este estudio, un asteroide con cola de cometa. Se cree que esta cola se compone de polvo, por lo consistente de su apariencia, y el hecho de que está apuntando hacia el Sol, no hacia el lado contrario.
El grupo de asteroides troyanos de Júpiter se compone de alrededor de 6000 elementos. Llevan el nombre de personajes de la mitología griega, por lo general héroes de la guerra de Troya como se narra en la Ilíada de Homero.